# Tarō Kōno
Tarō Kōno (河野 太郎 Kōno Tarō?,  Hiratsuka, 10 de enero de 1963) es un político japonés, que se desempeñó como ministro de Defensa de Japón entre 2019 y 2020, y previamente como ministro de Relaciones Exteriores desde 2017 hasta 2019. Es miembro de la Cámara de Representantes y del Partido Liberal Democrático (PLD).

## Biografía

### Primeros años
Tarō Kōno proviene de una poderosa dinastía política. Es hijo de Yōhei Kōno, una figura destacada del Partido Liberal Democrático (PLD) que fue vice primer ministro y presidente de la Cámara de Representantes, y nieto de Ichiro Kōno, que también fue vice primer ministro. Su tío abuelo, Kenzo Kōno, fue presidente de la Cámara de Consejeros.
Asistió a la escuela primaria y secundaria de Keio. En 1982, se fue a los Estados Unidos, donde asistió a la Academia Suffield y la Universidad de Georgetown, donde estudió política comparada. En 1983, trabajó para el senador Alan Cranston en su campaña para la nominación presidencial del Partido Demócrata. También trabajó para el congresista Richard Shelby de Alabama durante dos años.
Se graduó de la Universidad de Georgetown en 1985 con un Bachelor of Science en Servicio Exterior y al año siguiente se unió a Fuji Xerox. Se trasladó a Fuji Xerox Asia Pacific en Singapur en 1991. En 1993, se unió a Nippon Tanshi, un proveedor de componentes eléctricos para Toyota, GM, Matsushita y otras compañías.

### Carrera política
Fue elegido por primera vez en la Cámara de Representantes de Japón como miembro del partido Liberal Democrático en las elecciones generales de octubre de 1996, a los 33 años de edad. Ganó una elección muy disputada en el recién creado distrito 15 de Kanagawa que abarca las ciudades de Hiratsuka y Chigasaki. Desde entonces, ha sido reelegido seis veces, en 2000, 2003, 2005, 2009, 2012 y 2014.
En octubre de 2015, Kono se unió al tercer gabinete de Shinzō Abe como Presidente de la Comisión Nacional de Seguridad Pública, Ministro a cargo de la Reforma Administrativa, Ministro a cargo de la Reforma del Servicio Civil, Ministro de Estado para Asuntos del Consumidor y Seguridad Alimentaria, Ministro de Estado para la Reforma Regulatoria y Ministro de Estado para la Gestión de Desastres. En este puesto, fue responsable de coordinar las medidas de seguridad para la cumbre del G7 de 2016.
Kono renunció a la presidencia del PDL de Kanagawa después de las elecciones locales de 2007, en las que el candidato apoyado por el PDL, Tadashi Sugino, perdió ante el titular Shigefumi Matsuzawa. Se convirtió en jefe del Comité de Asuntos Exteriores de la Cámara de Representantes en septiembre de 2008. Se postuló para presidente del partido en 2009, pero fue derrotado por Sadakazu Tanigaki.
Abe nombró a Kono ministro de Relaciones Exteriores el 3 de agosto de 2017, en sustitución de Fumio Kishida, que había desempeñado ese cargo desde 2012. Kono fue elegido por Katsunobu Kato, después de una larga deliberación, por su habilidad superior en inglés y su comprensión de los problemas internacionales, a pesar de tener una reputación como un político franco y en ocasiones "excéntrico". Los informes de medios extranjeros consideraban que Kono era más dócil en comparación con Abe, y esperaba que adoptara un enfoque diplomático más suave con respecto a la política exterior.
Como ministro de Relaciones Exteriores, fue responsable de coordinar la respuesta de Japón a la crisis de Corea del Norte de 2017. Él instó públicamente a los países a cortar los lazos diplomáticos y económicos con Corea del Norte tras el anuncio del aumento de las sanciones por parte del gobierno de los Estados Unidos en septiembre de 2017. Según informes, también presionó al ministro de exteriores iraní, Mohammad Yavad Zarif, para que aumente la presión iraní sobre Corea del Norte.
Se le describe como un buen estratega y un gran trabajador, pero con una actitud airada y autoritaria. Es neoliberal en cuestiones económicas y está a favor de las privatizaciones.